# Ungerns herrlandslag i rugby union
Ungerns herrlandslag i rugby union representerar Ungern i rugby union på herrsidan.

## Historik
Laget spelade sin första match den 3 april 1993 i Budapest, och förlorade med 12-23 mot tyska U-23-landslaget.

### Fotnoter
1. ↑  ”Rugby International”. http://www.rugbyinternational.net/countries/hungary.htm. Läst 26 augusti 2011.